# Elecciones generales de Brasil de 1994
Las elecciones generales se celebraron el 3 de octubre de 1994 en Brasil. Fue la cuarta elección que se llevó a cabo de conformidad con las disposiciones de la Constitución Federal de 1988 y sólo la segunda elección presidencial directa desde 1960.
Elegido en 1989, Fernando Collor, del Partido de Reconstrucción Nacional (PRN), renunció ante un juicio político, lo que resultó en que lo sucediera el vicepresidente Itamar Franco. Frente a una crisis fiscal, el gobierno de Franco lanzó el Plan Real para estabilizar la economía nacional. El arquitecto de la política, el ministro de Hacienda Fernando Henrique Cardoso, fue elegido por el Partido de la Social Democracia Brasileña (PSDB) para servir como su candidato presidencial en ausencia de Franco. Para el cargo de vicepresidente, Cardoso eligió al exjefe de gabinete presidencial Marco Maciel del Partido del Frente Liberal (PFL).
Luiz Inácio Lula da Silva, antiguo líder sindical y diputado federal por São Paulo que había perdido por poco las elecciones presidenciales de 1989, renunció como presidente del Partido de los Trabajadores (PT) para montar una segunda candidatura presidencial. Lula pretendía convertir a José Paulo Bisol del Partido Socialista Brasileño (PSB) en su compañero de fórmula, como lo había hecho en 1989. Sin embargo, Bisol fue reemplazado por el aliado de Lula y compañero del PT Aloizio Mercadante en la papeleta. En la primavera de 1994, Lula apareció como un gran favorito sobre Cardoso, liderando con un 40% al 12% de Cardoso en una encuesta de abril y por un margen de 41% a 17% en mayo. Sin embargo, el Plan Real resultó popular entre los propios votantes de Lula, con el 70% de los partidarios de Lula indicando su apoyo a la política de firma de la Administración de Franco, y Lula se vio perjudicado por su oposición al programa.
El día de las elecciones, Cardoso ganó por amplio margen y mayoría absoluta, evitando la necesidad de una segunda vuelta. Cardoso ganó notablemente todos los estados del noreste, una región que luego emergería como la base política del PT. También se destacó el relativo éxito del candidato de extrema derecha Enéas Carneiro, cardiólogo que nunca antes había ganado un cargo y se postuló como miembro del Partido de la Reconstrucción del Orden Nacional (PRONA); Carneiro ganó más del 7% de los votos, colocándolo por delante de muchos políticos experimentados.

## Antecedentes

### Gobierno de Collor
Fernando Collor de Mello asumió la presidencia el 15 de marzo de 1990. Brasil atravesaba una fuerte crisis económica y sufría una inflación muy alta, pero las expectativas de la población sobre el nuevo presidente eran altas. Collor heredó la alta tasa de inflación de 1764,8%, del gobierno de José Sarney. La política económica de Collor fue de carácter neoliberal y pretendía adoptar la mínima intervención del Estado en este plan.
El lanzamiento del Plan Collor I, cuyo objetivo era combatir la inflación heredada de años anteriores. Este programa económico preveía la estabilización monetaria en el mediano plazo, pero dependería de algunas medidas impopulares, como el bloqueo de activos financieros (movimientos en cuentas de ahorro) por encima de 50 mil cruzeiros. Luego, el 31 de enero de 1991, se produjo la segunda etapa del Plan Collor, que endureció las medidas antiinflacionarias.
Además de los aspectos propiamente económicos, Collor también se caracterizó por haber iniciado programas de privatización de industrias vinculadas al sector primario, es decir, industria pesada (metalurgia y acero), y por haber tratado de dar mayor flexibilidad a la gestión pública de estas empresas, internacionalizando su capital.
En mayo de 1992, una denuncia del propio hermano del presidente, Pedro Collor, consternó a todo Brasil. El presidente fue acusado de estar directamente involucrado en esquemas de corrupción vinculados al tesorero de su campaña, PC Farias.
Luego de un CPI, las relaciones políticas de Fernando Collor de Mello y PC Farias fueron consideradas sospechosas, por lo que se estableció un proceso de acusación para el entonces presidente. Durante este período hubo una gran participación popular que apoyó la destitución de Collor de Mello del poder. Miles de ciudadanos salieron a las calles, vestidos y pintados de verde y amarillo para protestar contra Collor, mientras que otros prefirieron usar el negro. El coro popular en general exigió que el presidente sea destituido de sus funciones.
El vicepresidente, Itamar Franco, se protegió de la situación al manifestar que no estaba involucrado y no estaba de acuerdo con el partido del presidente, el Partido de Reconstrucción Nacional (PRN). El 29 de septiembre de 1992 Collor fue destituido temporalmente de la presidencia y asumió Itamar Franco. En el Congreso, la acusación pasó por 441 a 38 votos y, en el Senado, por 76 a 3.
Collor intentó quedarse en el cargo renunciando antes del proceso de destitución, pero no funcionó. Su acusación se consolidó, perdió el cargo de presidente y también sus derechos políticos durante ocho años. Hecho histórico, ya que este fue el primer presidente electo democráticamente después de tres décadas de gobiernos militares, y que fue destituido de manera democrática y no mediante golpe de Estado. El 29 de diciembre de 1992, Itamar Franco fue nombrado oficialmente presidente de Brasil.

### Gobierno de Itamar
Juramentado en diciembre de 1992, el nuevo presidente de Brasil tenía como primera misión celebrar un plebiscito previsto por la Constitución de 1988. En la votación, la población decidiría qué forma de gobierno debería adoptarse en el país. Al final del conteo, la república presidencial terminó ganando con más de la mitad de los votos válidos. Mientras tanto, los problemas económicos continuaron alarmando a la población en su conjunto.
A fines de 1993, se formó un nuevo equipo económico bajo el liderazgo de Fernando Henrique Cardoso, sociólogo que entonces asumió el Ministerio de Hacienda. El 28 de febrero de 1994 el gobierno anunció el Plan Real, visto como un intento más a favor de la recuperación de la economía y la lucha inmediata contra las altas tasas de inflación.

### Influencia del Plan Real
En mayo de 1993, el presidente Itamar Franco nombró a Fernando Henrique Cardoso como cabeza del Ministerio de Hacienda. En agosto se culminó la nueva reforma monetaria en Brasil, planeada desde el Gobierno de Collor (1990-1992), con el lanzamiento del Cruzeiro Real. La inflación continuó en alza en los meses que siguieron, llevando al equipo del Ministerio de Hacienda a elaborar un nuevo plan, más eficiente y duradero, el Plan Real. Se utilizó de diversos instrumentos económicos y políticos, bajo el mando de varios economistas, reunidos por el ministro Cardoso. La inflación registrada en moneda nacional seguía en ascenso, pero la inflación en la moneda del gobierno (URV, que tenía paridad al dólar) daba señales de contención. Con el apoyo irrestricto del presidente Itamar Franco, el ministro de Hacienda se convirtió en el hombre más fuerte y poderoso del gobierno, con poder de limitar gastos públicos, y en el candidato natural a la sucesión presidencial.

## Campaña Presidencial

### Marzo
Fernando Henrique Cardoso renuncia al Ministerio de Hacienda para aceptar su candidatura a la Presidencia de la República, asumiendo en su lugar Rubens Ricupero. El presidente Itamar Franco no tenía candidato para las elecciones, y la posibilidad de que el Plan Real no avanzara o se detuviera con otro presidente era muy grande. Otros planes habían sido creados y usados anteriormente como arma electoral y no prosperaron. En un pacto previamente acordado, Cardoso acepta la candidatura ofrecida por el Partido de la Social Democracia Brasileña (PSDB). En la despedida oficial del Ministerio de Hacienda, él presentó el diseño de los billetes de la nueva moneda, con previsión para entrar en circulación el 1 de julio de 1994.
Si el partido pone la bandera de la victoria en mis manos, ¡la tomaré!
Fernando Henrique Cardoso, marzo de 1994.

### Abril
Las encuestas de intención de voto indicaban la victoria de Luiz Inácio Lula da Silva del Partido de los Trabajadores (PT) con un 40%, y poco más del 12% para Cardoso del PSDB. Los dirigentes de la campaña buscaron formar una pequeña coalición para ayudar a Cardoso a ganar votos en los que no tenía fuerza política y que no comprometía el futuro gobierno (en caso de victoria). Cardoso abandonó el PMDB en 1988 junto con otros colegas para formar un partido con características diferentes, principalmente sin el fisiologismo típico del Gobierno de José Sarney.

### Mayo
En este mes ocurre la celebración de la coalición entre Partido de la Social Democracia Brasileña (PSDB), el Partido del Frente Liberal (PFL) y Partido Laborista Brasileño (PTB). Cardoso buscaba fortalecerse en el Nordeste, donde el PFL podría ayudarle en la campaña, tratando de evitar perder por falta de apoyo y/o por pequeña diferencia de votos, como ocurrió en las elecciones de 1985, cuando competía por la alcaldía de São Paulo y perdió ante el expresidente Jânio Quadros. La coalición PSDB/PFL fue muy criticada y Cardoso muy cuestionado sobre la ideología del PFL (que habría sido base oficialista durante los últimos años del régimen militar). En los estados de Bahía y de Maranhão la coalición estaba compuesta por políticos enemigos. Sérgio Motta, José Serra del PSDB e incluso el presidente Itamar Franco estaban en contra de la alianza con el PFL.
Las encuestas de intención de voto indicaban la victoria de Lula con el 41%, y poco más del 17% para Cardoso. Años más tarde, Fernando Henrique Cardoso reveló que había pensado en renunciar a su candidatura porque creyó que no sería posible conseguir todos los votos que necesitaba para ganar en el restante tiempo de campaña.

### Junio
Lula concedió una entrevista para explicar por qué no apoyaba el Plan Real, y advirtió sobre la posibilidad de que el plan esté siendo utilizado como mecanismo publicitario y arma electoral. El Partido de los Trabajadores (PT) rechazó apoyar el Plan Real desde su comienzo; sin embargo, su bancada apoyó los créditos presupuestarios para la salud y educación previstas por el equipo económico del gobierno. En el transcurso del mes surgieron denuncias de enmiendas parlamentarias y jubilación especial irregulares contra el senador José Paulo Bisol, candidato a vicepresidente por Lula. Aloísio Mercadante sustituyó a Bisol en la papeleta. A finales de mes, con la proximidad del lanzamiento de la nueva moneda y la perspectiva de reducción de la inflación, y posiblemente por el rechazo de Lula al Plan Real, las encuestas de intención de voto daban empate técnico entre Lula y Cardoso con cerca del 30% de los votos.
[…] El PT tiene la valoración de que este plan económico es un fraude electoral […]
Luiz Inácio Lula da Silva, junio de 1994.

### Julio
La nueva moneda es lanzada y estabiliza los precios, convirtiéndose en la estrella de la campaña de Cardoso. La moneda de 50 centavos ganó popularidad en la propaganda electoral en la televisión, con su poder adquisitivo de innumerables productos de la canasta básica. Cardoso tomando café en público en una panadería de Río de Janeiro y pagando con la nueva moneda; muchos políticos lo acompañaban en ese momento. Muchos votantes indecisos estarían decidiendose por el candidato del Plan Real, y Cardoso asumió el liderazgo en las encuestas.

### Agosto
Una encuesta muestra que el 70% de los que dijeron que iban a votar por Lula decía ser favorable al Plan Real. En la encuesta del día 30, Cardoso poseía el 40% de las intenciones de voto, contra el 22% de Lula. El día 2 surgieron denuncias de un esquema de corrupción con contratistas del senador Guillermo Palmeira, candidato a vicepresidente por el PFL. Marco Maciel sustituyó a Palmera en la papeleta. Posteriormente, varios medios de comunicación perdieron la acción judicial contra el senador y tuvieron que indemnizarle.

### Septiembre
El Ministro de Hacienda Rubens Ricupero concede una entrevista, en vivo, al Jornal da Globo. Momentos antes de la entrevista, en los ajustes de cámara y micrófono, el ministro admitió un comportamiento tendencioso del gobierno a favor de Cardoso. La conversación con el periodista Carlos Monforte era informal y fue captada por las residencias sintonizadas en el canal privado de servicio de la Rede Globo. El hecho fue conocido como el escándalo de la parabólica. El gobernador de Ceará, Ciro Gomes (PSDB-CE), sustituyó a Ricupero en el cargo tras su dimisión. Incluso con el golpe ético, Cardoso llegaba al 46% de las intenciones de voto.

### Octubre
Las elecciones se llevaron a cabo durante el lunes 3 de octubre. El presidente Itamar Franco, al salir de su casa para votar, fue aplaudido en las calles por la lucha y victoria sobre la inflación. Junto a él innumerables políticos de Minas Gerais. Fernando Henrique Cardoso votó por la mañana en São Paulo, repitiendo el gesto simbólico de su campaña, mano abierta, una y otra vez; a su lado estaban familiares, amigos y políticos de São Paulo. Lula votó repitiendo el gesto de las elecciones de 1989, beso en la papeleta (no había urnas electrónicas y el voto era escrito en papeleta).
Enéas Carneiro (PRONA-SP) obtuvo 4 670 894 votos en todo el país, casi el total de votos de Orestes Quércia y Leonel Brizola juntos. Enéas Carneiro se hizo famoso en las elecciones de 1989 por presentar su programa de gobierno y trasmitir sus ideas de renovación política de forma hiperdinámica, además de decir su nombre y número en apenas 15 segundos en la programación política gratuita de televisión y radio de su partido. Siempre concluía enfáticamente diciendo lo que se convirtió en un eslogan: '¡Mi nombre es Enéas, 56!'

## Resultados

### Presidente de la República
| Candidatos                         | Candidatos                                    | Partido o Coalición | Votos      | %      |
| Presidente                         | Vicepresidente                                | Partido o Coalición | Votos      | %      |
| ---------------------------------- | --------------------------------------------- | --- | ---------- | ------ |
| Fernando Henrique Cardoso (PSDB)   | Marco Maciel (PFL)                            | Unión, Trabajo y ProgresoPartido de la Social Democracia Brasileña (PSDB) Partido del Frente Liberal (PFL) Partido Laborista Brasileño (PTB) | 34.364.961 | 54,27  |
| Luiz Inácio Lula da Silva (PT)     | Aloizio Mercadante (PT)                       | Frente Brasil PopularPartido de los Trabajadores (PT) Partido Comunista de Brasil (PCdoB) Partido Socialista Brasileño (PSB) Partido Popular Socialista (PPS) Partido Verde (PV) Partido Comunista Brasileño (PCB) Partido Socialista de los Trabajadores Unificado (PSTU) | 17.122.127 | 27,04  |
| Enéas Carneiro (PRONA)             | Roberto Gama e Silva (PRONA)                  | Partido de la Reconstrucción del Orden Nacional (PRONA) | 4.671.457  | 7,38   |
| Orestes Quércia (PMDB)             | Isis de Araújo (PMDB)                         | Desarrollo de BrasilPartido del Movimiento Democrático Brasileño (PMDB) Partido Social Democrático (PSD) | 2.772.121  | 4,38   |
| Leonel Brizola (PDT)               | Darcy Ribeiro (PDT)                           | Fuerza del PuebloPartido Democrático Laborista (PDT) Partido de la Movilización Nacional (PMN) | 2.015.836  | 3,18   |
| Esperidião Amin (PPR)              | Maria Gardênia Santos Ribeiro Gonçalves (PPR) | Ninguna | 1.739.894  | 2,75   |
| Carlos Antônio Gomes (PRN)         | Dilton Carlos Salomoni (PRN)                  | Ninguna | 387.738    | 0,61   |
| Hernani Goulart Fortuna (PSC)      | Vítor Jorge Abdala Nósseis (PSC)              | Ninguna | 238.197    | 0,38   |
|                                    |                                               | |            |        |
| Votos válidos                      | Votos válidos                                 | Votos válidos | 63.312.331 |        |
| Votos nulos/en blanco              | Votos nulos/en blanco                         | Votos nulos/en blanco | 14.638.118 | –      |
| Total                              | Total                                         | Total | 77.944.089 | 100.00 |
| Votantes registrados/participación | Votantes registrados/participación            | Votantes registrados/participación | 94.782.803 | 82,24  |
| Fuente: Recursos Electorales       |                                               | |            |        |

### Congreso Nacional

Ganador por estado en las elecciones de 1994.

#### Cámara de Diputados
| Partido                   | Partido                                                 | Votos      | %      | Escaños | +/–   |
| ------------------------- | ------------------------------------------------------- | ---------- | ------ | ------- | ----- |
|                           | Partido del Movimiento Democrático Brasileño (PMDB)     | 9.287.049  | 20,33  | 107     | –2    |
|                           | Partido de la Social Democracia Brasileña (PSDB)        | 6.350.941  | 13,90  | 62      | +25   |
|                           | Partido del Frente Liberal (PFL)                        | 5.873.370  | 12,85  | 89      | +6    |
|                           | Partido de los Trabajadores (PT)                        | 5.859.347  | 12,82  | 49      | +14   |
|                           | Partido Progresista Reformador (PPR)                    | 4.307.878  | 9,43   | 52      | –12   |
|                           | Partido Democrático Laborista (PDT)                     | 3.303.434  | 7,23   | 34      | –12   |
|                           | Partido Progresista (PP)                                | 3.169.626  | 6,94   | 36      | Nuevo |
|                           | Partido Laborista Brasileño (PTB)                       | 2.379.773  | 5,21   | 31      | –3    |
|                           | Partido Liberal (PL)                                    | 1.603.330  | 3,51   | 13      | –2    |
|                           | Partido Socialista Brasileño                            | 995.298    | 2,18   | 15      | +4    |
|                           | Partido Comunista de Brasil (PCdoB)                     | 567.186    | 1,24   | 10      | +5    |
|                           | Partido Democrático Social (PDS)                        | 414.933    | 0,91   | 3       | +1    |
|                           | Partido de la Reconstrucción del Orden Nacional (PRONA) | 308.031    | 0,67   | 0       | 0     |
|                           | Partido de la Movilización Nacional (PMN)               | 257.018    | 0,56   | 4       | +3    |
|                           | Partido Popular Socialista (PPS)                        | 256.485    | 0,56   | 2       | –1    |
|                           | Partido Social Cristiano (PSC)                          | 213.734    | 0,47   | 3       | –2    |
|                           | Partido Republicano Progresista (PRP)                   | 207.307    | 0,45   | 1       | +1    |
|                           | Partido de la Reconstrucción Nacional (PRN)             | 184.727    | 0,40   | 1       | –40   |
|                           | Partido Laborista de Brasil (PTdoB)                     | 39         | 0,00   | 0       | 0     |
|                           | Partido Verde (PV)                                      | 154.666    | 0.34   | 1       | Nuevo |
|                           | Partido Socialista de los Trabajadores Unificado (PSTU) | 154.666    | 0.34   | 0       | Nuevo |
|                           | Partido Comunista Brasileño (PCB)                       | 154.666    | 0.34   | 0       | –     |
|                           | Partido Renovador Laborista Brasileño (PRTB)            | 154.666    | 0.34   | 0       | Nuevo |
|                           |                                                         |            |        |         |       |
| Votos válidos             | Votos válidos                                           | 45.694.172 |        | –       | –     |
| Votos nulos/en blanco     | Votos nulos/en blanco                                   | 31.966.623 | –      | –       | –     |
| Total                     | Total                                                   | 77.660.795 | 100.00 | 513     | +11   |
| Registrados/Participación | Registrados/Participación                               | 94.743.043 | 81.97  | -3,86   | -3,86 |
| Fuente: Nohlen            |                                                         |            |        |         |       |

#### Senadores electos
Se renovaron dos tercios del Senado Federal que corresponde al PMDB (14) y al PFL (11) las mayores bancadas entre las once leyendas que conquistaron al menos un escaño.
| Bandera | Estado               | UF | Senadores                                   | Partido   | Suplentes                                |
| ------- | -------------------- | -- | ------------------------------------------- | --------- | ---------------------------------------- |
|         | Acre                 | AC | Nabor Júnior Marina Silva                   | PMDB PT   | Armando Nascimento -                     |
|         | Alagoas              | AL | Renan Calheiros Teotônio Vilela Filho       | PMDB PSDB | Djalma Falcão Geraldo Lessa              |
|         | Amapá                | AP | Gilvam Borges Sebastião Rocha               | PMDB PDT  | - Maria Jucá                             |
|         | Amazonas             | AM | Bernardo Cabral Jefferson Peres             | PP PSDB   | Leopoldo Peres -                         |
|         | Bahía                | BA | Antônio Carlos Magalhães Waldeck Ornelas    | PFL       | Antônio Carlos Júnior Djalma Bessa       |
|         | Ceará                | CE | Lúcio Alcântara Sérgio Machado              | PDT PSDB  | Luiz Girão Esmerino Arruda               |
|         | Distrito Federal     | DF | José Roberto Arruda Lauro Campos            | PP PT     | Lindberg Aziz Cury Ulisses Riedel        |
|         | Espírito Santo       | ES | Gérson Camata José Ignácio Ferreira         | PMDB PSDB | - Ricardo Santos                         |
|         | Goiás                | GO | Iris Rezende Mauro Miranda                  | PMDB      | Otoniel Machado Albino Boaventura        |
|         | Maranhão             | MA | Alexandre Costa Edison Lobão                | PFL       | Belo Parga José Teixeira                 |
|         | Mato Grosso          | MT | Carlos Bezerra Jonas Pinheiro               | PMDB PFL  | Elói Almeida -                           |
|         | Mato Grosso del Sur  | MS | Lúdio Coelho Ramez Tebet                    | PSDB PMDB | Jorge Haddad -                           |
|         | Minas Gerais         | MG | Arlindo Porto Francelino Pereira            | PTB PFL   | Regina Assumpção -                       |
|         | Pará                 | PA | Ademir Andrade Jader Barbalho               | PSB PMDB  | João Augusto Figueiredo Fernando Ribeiro |
|         | Paraíba              | PB | Humberto Lucena Ronaldo Cunha Lima          | PMDB      | Wellington Roberto Silva Júnior          |
|         | Paraná               | PR | Osmar Dias Roberto Requião                  | PP PMDB   | Nivaldo Krüger -                         |
|         | Pernambuco           | PE | Carlos Wilson Roberto Freire                | PSDB PPS  | Clodoaldo Torres Valdemar Rodrigues      |
|         | Piauí                | PI | Freitas Neto Hugo Napoleão                  | PFL       | Elói Portela Benício Sampaio             |
|         | Río de Janeiro       | RJ | Artur da Távola Benedita da Silva           | PSDB PT   | Nilo Campos Geraldo Cândido              |
|         | Río Grande del Norte | RN | Geraldo Melo José Agripino Maia             | PSDB PFL  | Manoel Torres Janilson Ferreira          |
|         | Río Grande del Sur   | RS | Emília Fernandes José Fogaça                | PTB PMDB  | Luiz Tirello Guerino Pizone              |
|         | Rondonia             | RO | Ernandes Amorim José Bianco                 | PDT       | Fernando Matusalém Moreira Mendes        |
|         | Roraima              | RR | Marluce Pinto Romero Jucá                   | PTB PPR   | Cirlene Salomão -                        |
|         | Santa Catarina       | SC | Casildo Maldaner Vilson Kleinubing          | PMDB PFL  | Henrique Loiola Geraldo Althoff          |
|         | São Paulo            | SP | José Serra Romeu Tuma                       | PSDB PL   | Pedro Piva -                             |
|         | Sergipe              | SE | Antônio Carlos Valadares José Eduardo Dutra | PP PT     | - Valdiolândia Teófilo                   |
|         | Tocantins            | TO | Carlos Patrocínio Leomar Quintanilha        | PFL PPR   | - Totó Cavalcante                        |

### Elecciones estatales

#### Gobernadores electos
| Bandera | Estado               | UF | Gobernador            | Partido | Vicegobernador          | Coalición                                                 |
| ------- | -------------------- | -- | --------------------- | ------- | ----------------------- | --------------------------------------------------------- |
|         | Acre                 | AC | Orleir Cameli         | PPR     | Labib Murad             | PPR, PP y PFL                                             |
|         | Alagoas              | AL | Divaldo Suruagy       | PMDB    | Manoel de Barros        | PMDB, PTB, PSB, PL, PCdoB y PSD                           |
|         | Amapá                | AP | João Capiberibe       | PSB     | Hildegardo Alencar      | PSB, PT, PDT, PCdoB y PV                                  |
|         | Amazonas             | AM | Amazonino Mendes      | PPR     | Alfredo Nascimento      | PPR, PFL, PSDB, PTB, PDT y PP                             |
|         | Bahía                | BA | Paulo Souto           | PFL     | César Borges            | PFL, PTB, PL, PP y PSC                                    |
|         | Ceará                | CE | Tasso Jereissati      | PSDB    | Moroni Torgan           | PSDB, PDT y PTB                                           |
|         | Distrito Federal     | DF | Cristovam Buarque     | PT      | Arlete Sampaio          | PT, PSB, PCdoB, PPS y PSTU                                |
|         | Espírito Santo       | ES | Vítor Buaiz           | PT      | José Renato Casagrande  | PT, PSB y PCdoB                                           |
|         | Goiás                | GO | Maguito Vilela        | PMDB    | Naphtali Alves de Souza | PMDB, PL, PRN y PRP                                       |
|         | Maranhão             | MA | Roseana Sarney        | PFL     | José Reinaldo Tavares   | PFL, PMDB, PCdoB, PTB, PP, PSC, PL y PRP                  |
|         | Mato Grosso          | MT | Dante de Oliveira     | PDT     | Márcio Lacerda          | PDT, PMDB, PSDB, PT, PSB, PCdoB, PPS, PSC, PV y PMN       |
|         | Mato Grosso del Sur  | MS | Wilson Martins        | PMDB    | Antônio Braz            | PMDB, PSDB, PSB, PCdoB, PL, PV y PSD                      |
|         | Minas Gerais         | MG | Eduardo Azeredo       | PSDB    | Walfrido Mares Guia     | PSDB, PTB y PL                                            |
|         | Pará                 | PA | Almir Gabriel         | PSDB    | Hélio Gueiros Júnior    | PSDB, PFL, PDT, PTB, PSB, PPS, PCdoB y PCB                |
|         | Paraíba              | PB | Antônio Mariz         | PMDB    | José Maranhão           | PMDB, PSDB, PPS, PSC, PP, PSD y PRP                       |
|         | Paraná               | PR | Jaime Lerner          | PDT     | Emília Belinati         | PDT, PFL, PSDB, PTB y PV                                  |
|         | Pernambuco           | PE | Miguel Arraes         | PSB     | Jorge José Gomes        | PSB, PT, PDT, PCdoB, PPS, PV y PMN                        |
|         | Piauí                | PI | Mão Santa             | PMDB    | Osmar Araújo            | PMDB, PSDB, PDT, PCdoB, PPS y PMN                         |
|         | Río de Janeiro       | RJ | Marcelo Alencar       | PSDB    | Luiz Paulo              | PSDB, PFL, PP y PL                                        |
|         | Río Grande del Norte | RN | Garibaldi Alves Filho | PMDB    | Fernando Freire         | PMDB, PPR y PSDB                                          |
|         | Río Grande del Sur   | RS | Antônio Brito         | PMDB    | Vicente Bogo            | PMDB, PSDB y PL                                           |
|         | Rondonia             | RO | Valdir Raupp          | PMDB    | Aparício Carvalho       | PMDB, PSDB y PSB                                          |
|         | Roraima              | RR | Neudo Campos          | PTB     | Airton Soligo           | PTB, PSC y PRN                                            |
|         | Santa Catarina       | SC | Paulo Afonso Vieira   | PMDB    | José Augusto Hülse      | PMDB, PV, PMN, PRP, PSD y PTRB                            |
|         | São Paulo            | SP | Mário Covas           | PSDB    | Geraldo Alckmin         | PSDB y PFL                                                |
|         | Sergipe              | SE | Albano Franco         | PSDB    | José Carlos Machado     | PSDB, PFL, PMDB, PPR, PTB, PPS, PL, PSC, PTdoB, PSD y PRP |
|         | Tocantins            | TO | Siqueira Campos       | PPR     | Raimundo Boi            | PPR, PFL, PTB, PMN, PV y PP                               |